# Les Pâquis
Pour les articles homonymes, voir Paquis (homonymie).
Les Pâquis (en arpitan : Los Paquiérs) sont un quartier de Genève (Suisse) situé sur la rive droite du Léman édifié à partir de 1855.

## Géographie

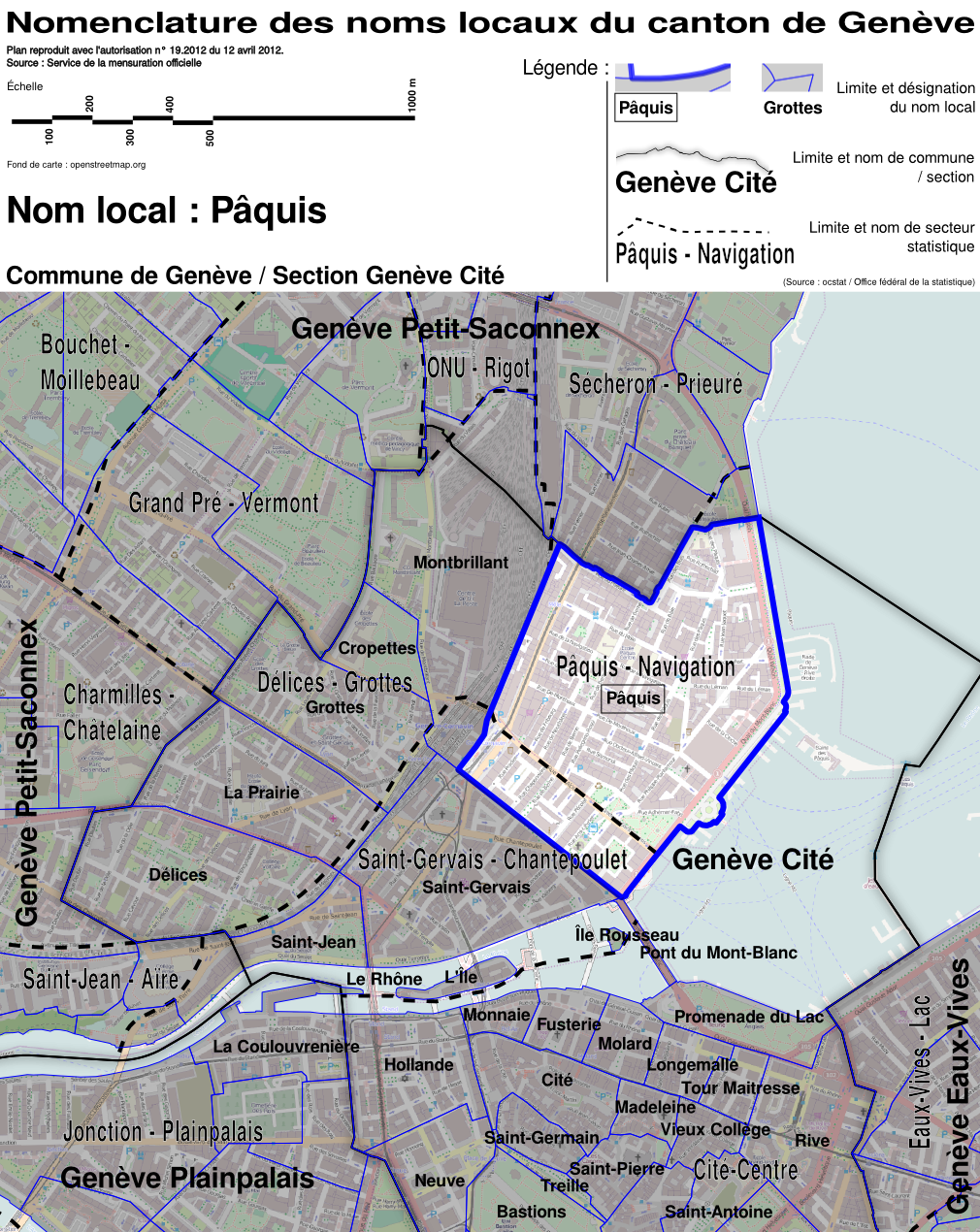
Quartier des Pâquis.

Le quartier des Pâquis fait partie du secteur administratif Pâquis Sécheron. Il se trouve sur la rive droite du lac, entre les parcs et la rue du Mont-Blanc, entre le lac et les voies de chemin de fer.

## Étymologie
Le mot pâquis est d'origine arpitane : paquiér (prononcé [paˈki] dans le dialecte genevois) signifie pâturage. D'une manière similaire il existe un parc à Annecy dénommé Le Pâquier, et de nombreuses autres communes dans la zone de langue arpitane (voir l'article Pâquier ).
En Lorraine, le langage commun désigne les terrains appartenant à la Commune ou collectivité territoriale (ainsi dans le village de Saint-Privat-la-Montagne, sur les pâquis du village, a été édifiée en 1959 la "rue de pâquerettes". . Comme dans le genevois, paquis désignait les pâturages communs, que la communauté mettait à disposition de tous.
Paquis est parfois confondu avec patis qui n'a pas exactement le même sens.

## Histoire
À l'origine, les Pâquis sont des pâturages situés hors des fortifications entourant Genève, descendant jusqu'au Léman. Ils font partie de la commune du Petit-Saconnex.
La première partie construite est située au nord du quartier actuel (le long du tracé de la rue de Lausanne). Ses habitants continuent un temps à mener leurs bêtes aux « pâquis ».
Les fortifications sont démantelées à partir de 1850 et plusieurs nouveaux quartiers se développent au-delà des terrains occupés par les fortifications (à l'emplacement des anciens faubourgs) : Les Eaux-Vives, Plainpalais, La Jonction et Les Pâquis. Les hôteliers construisent des établissements de luxe le long du lac — Hôtel de Russie, Hôtel de la Paix, Hôtel Richemond (1875), Hôtel Beau-Rivage ou encore Hôtel d'Angleterre — dont la plupart existent encore aujourd'hui, l'Hôtel National devenant plus tard le Palais Wilson.

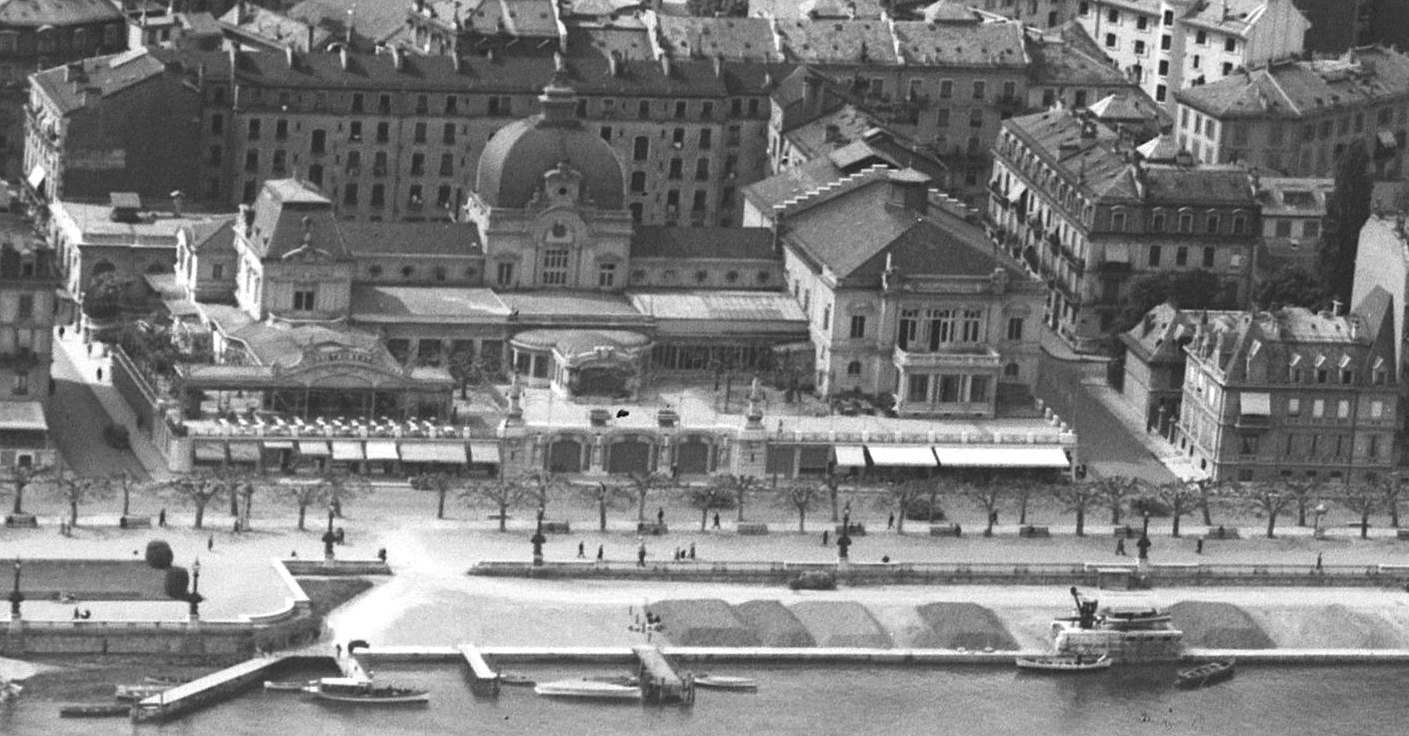
Le casino en 1925.

Les anciens pâturages se couvrent également de belles maisons entourées de jardins. Un quartier moderne aux rues se coupant à angles droits est bâti entre la rue du Mont-Blanc et le parc Mon Repos et entre la rue de Lausanne, la gare de Cornavin et les quais du Mont-Blanc et Wilson. On donne à ces nouvelles rues les noms de villes de Suisse : rues de Neuchâtel, de Fribourg, de Berne, de Bâle ou encore de Zurich. Dès le début du XXe siècle, le nord des Pâquis, où voisinent petits commerces et lieux de plaisirs, voit se multiplier les bistrots, cabarets, dancings, music-halls et — faisant pendant aux grands hôtels — les maisons closes, puis les hôtels de passe. Un kursaal (casino) s'installe également sur le quai du Mont-Blanc (à l'emplacement actuel de l'Hôtel Kempinski).

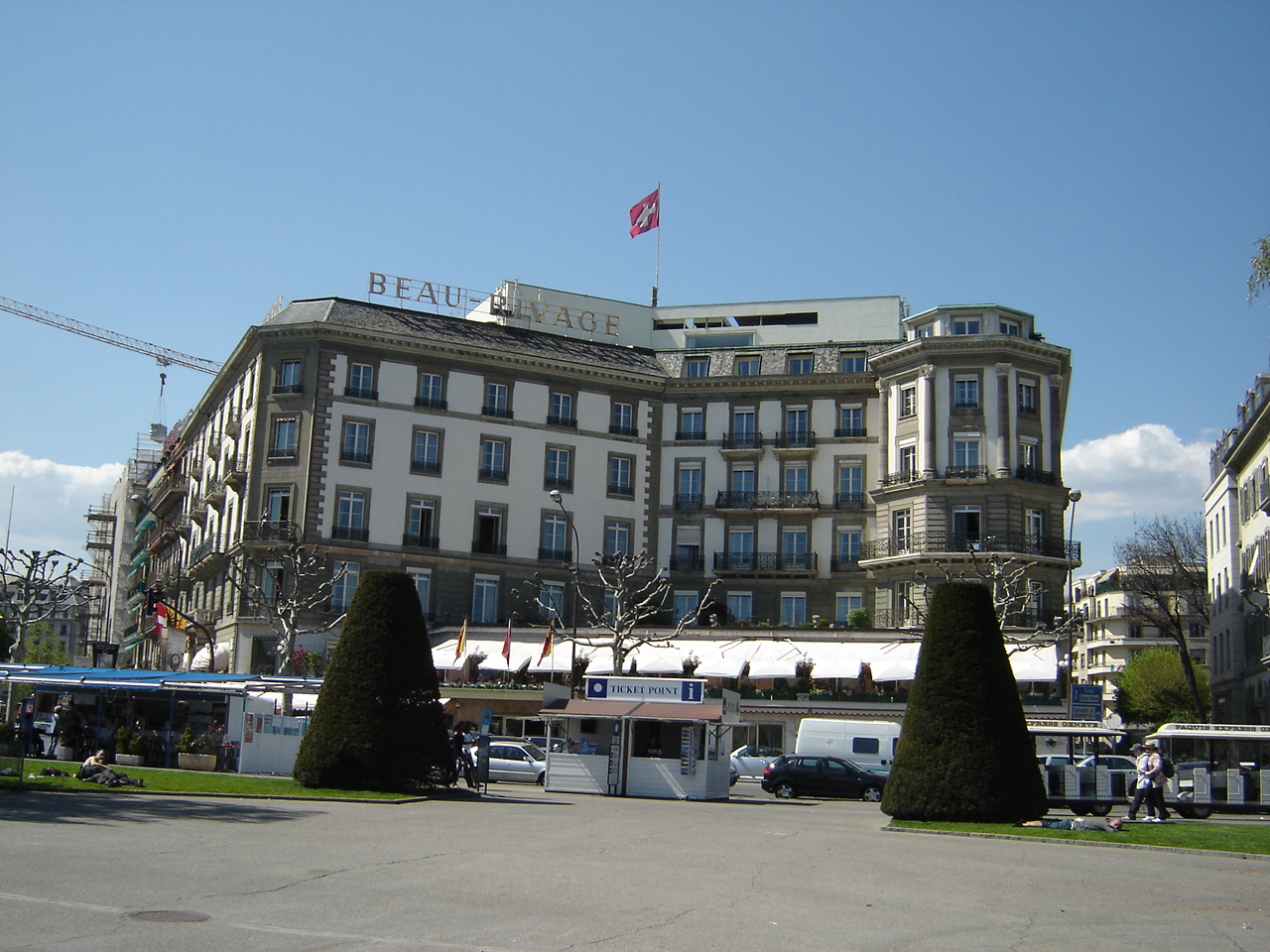
Hôtel Beau-Rivage.

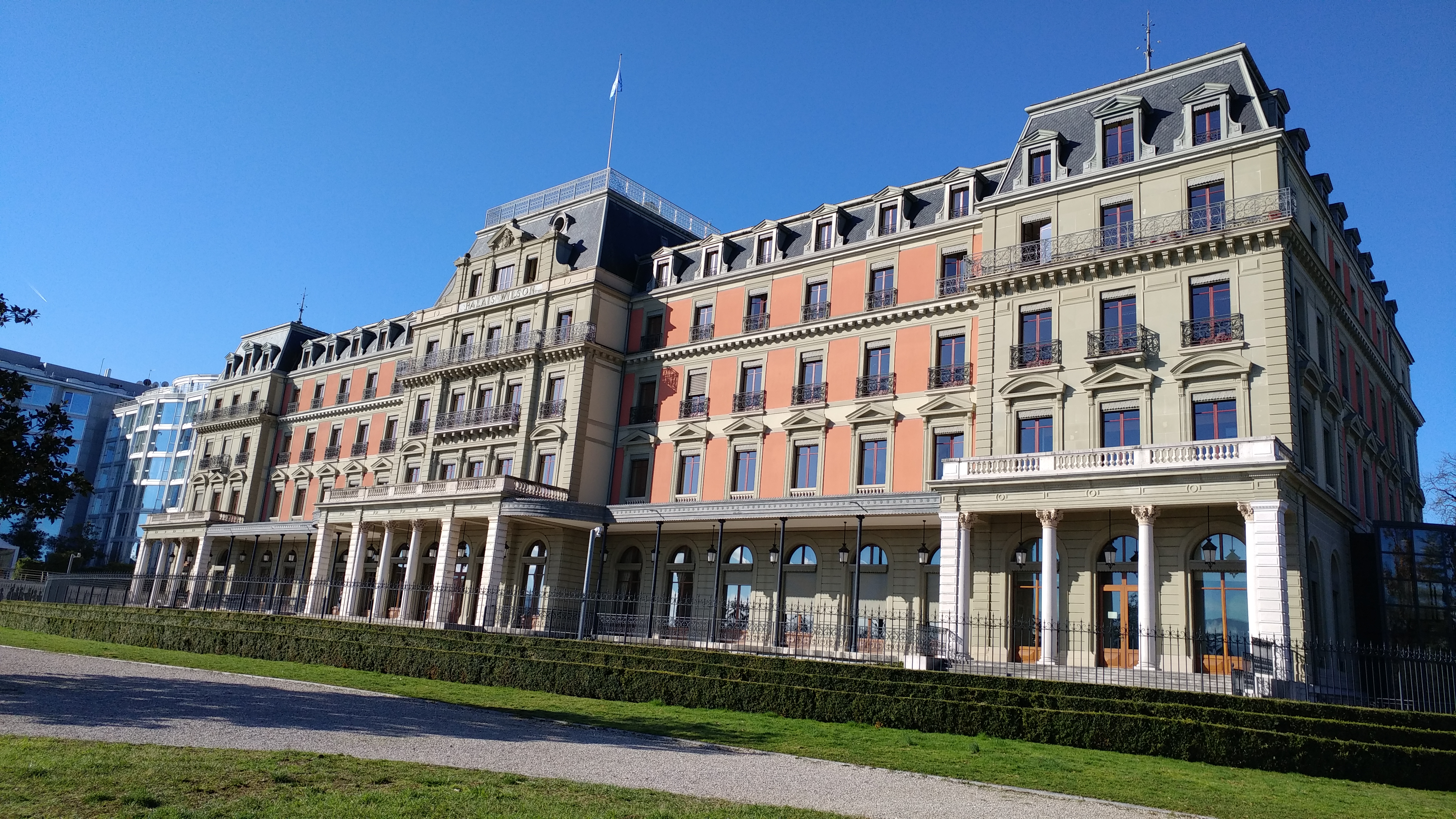
Palais Wilson.

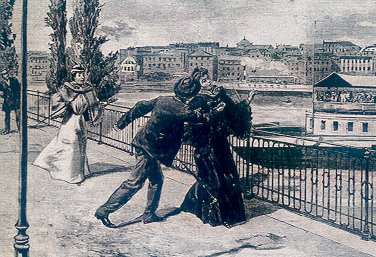
l'attentat contre l'impératrice (1898)

De la rue de Lausanne au lac, le cœur de ce quartier populaire se prolonge par des immeubles de luxe. "Quartier chaud" de Genève où travaillent certaines prostituées, les Pâquis en est aussi le quartier le plus cosmopolite : toutes les nationalités, toutes les couleurs, tous les costumes et les coutumes ainsi que toutes les cuisines s'y côtoient. Il compte plus de 250 établissements: Salon de Thé, Bar, Café, Restaurant et divers Snack take away.
Le quai du Mont-Blanc est aménagé en 1857 mais ce n'est qu'en 1894, avec l'approche de l'exposition nationale de 1896 devant se tenir à Genève, qu'il est réaménagé selon sa disposition actuelle. Le quai Wilson ne sera élargi et aménagé qu'en 1915. Entre 1958 et 1960, l'idée d'établir une voie expresse sur les quais, destinée à absorber le trafic de la future autoroute Genève-Lausanne, voit le jour. Toutefois, l'idée suscita de nombreuses oppositions et fut rapidement abandonnée.
C'est sur le quai du Mont-Blanc qu'est inauguré, le 13 octobre 1879, le monument Brunswick qui est un mausolée en hommage au duc Charles II de Brunswick qui légua à la ville 24 millions de francs à condition de lui élever ce monument. C'est également sur le quai du Mont-Blanc que l'impératrice d'Autriche qui résidait à l'Hôtel Beau Rivage fut assassinée en 1898.
Entre 1924 et 1930, un groupe de peintres élèves de l'École des beaux-arts de Genève partage un atelier dans le quartier et prend le nom d'École des Pâquis.
Dans les années trente, dans un contexte de crise politique, économique et sociale, des médecins et d’autres bénévoles se mobilisent. Le docteur Roger Fischer (un pionnier de la transfusion de sang) fonde les Samaritains ouvriers en 1934, puis le Dispensaire ouvrier des Pâquis en 1936, afin de soigner les plus démunis.

## Caractère actuel
Au XXIe siècle, les Pâquis ont conservé en partie leur caractère populaire et cosmopolite traditionnel. Malheureusement, le développement de la délinquance et des problèmes sociaux, dont la presse locale se fait régulièrement l'écho, a quelque peu terni l'image du quartier. En raison de cette insécurité, le 15 octobre 2014, 23 caméras haute définition sont mises en fonction pour surveiller la partie du quartier la plus problématique. Six autres caméras viennent s'y ajouter en fin d'année, ce qui portent le dispositif à 29. Huit policiers sont chargés de visionner les images en se relayant, et ceci durant 20 heures sur 24. Les images sont conservées durant 7 jours, mais en cas d'une enquête, elles peuvent être conservées plus longtemps. Il s'agit là d'un projet pilote en Suisse de par son ampleur, prévu sur une phase test de deux ans et d'un coût de 1 million de francs suisses. Ce dispositif a été mis en place, sous l'impulsion du conseiller d'État genevois Pierre Maudet.

## Littérature
Le quartier des Pâquis est mis en scène dans le roman Quai Wilson (1946) de Jacques Aeschlimann.

## Architecture et urbanisme

### Rues et places
- Avenue de la Paix
- Place de la Navigation
- Place des Alpes
- Place Grisélidis Réal à partir de décembre 2024[10],[11].
- Quai du Mont-Blanc
- Quai Wilson
- Rue de Berne
- Rue de Lausanne
- Rue de Fribourg
- Rue de Neuchâtel
- Rue de Zurich
- Rue Adhémar-Fabri
- Rue de la Cloche
- Rue Barton
- Rue du Léman
- Rue du Môle
- Rue des Pâquis
- Rue de l'Ancien-Port
- Rue Philippe-Plantamour
- Rue de Bâle
- Rue du Mont-Blanc
- Rue des Alpes
- Rue Sigismond-Thalberg
- Rue Sismondi
- Rue Dr-Alfred-Vincent
- Rue De-Monthoux
- Rue de la Navigation
- Rue du Prieuré
- Rue Jean-Charles-Amat
- Rue Jean-Antoine Gautier
- Rue Rothschild
- Rue Butini
- Rue Ami-Lévrier
- Rue François-Bonivard
- Rue Pelegrino-Rossi
- Rue Charles-Cusin
- Rue des Buis
- Rue de Richemont

### Édifices religieux
- Église anglaise de Genève
- Église épiscopalienne de l'Emmanuel

## Galerie

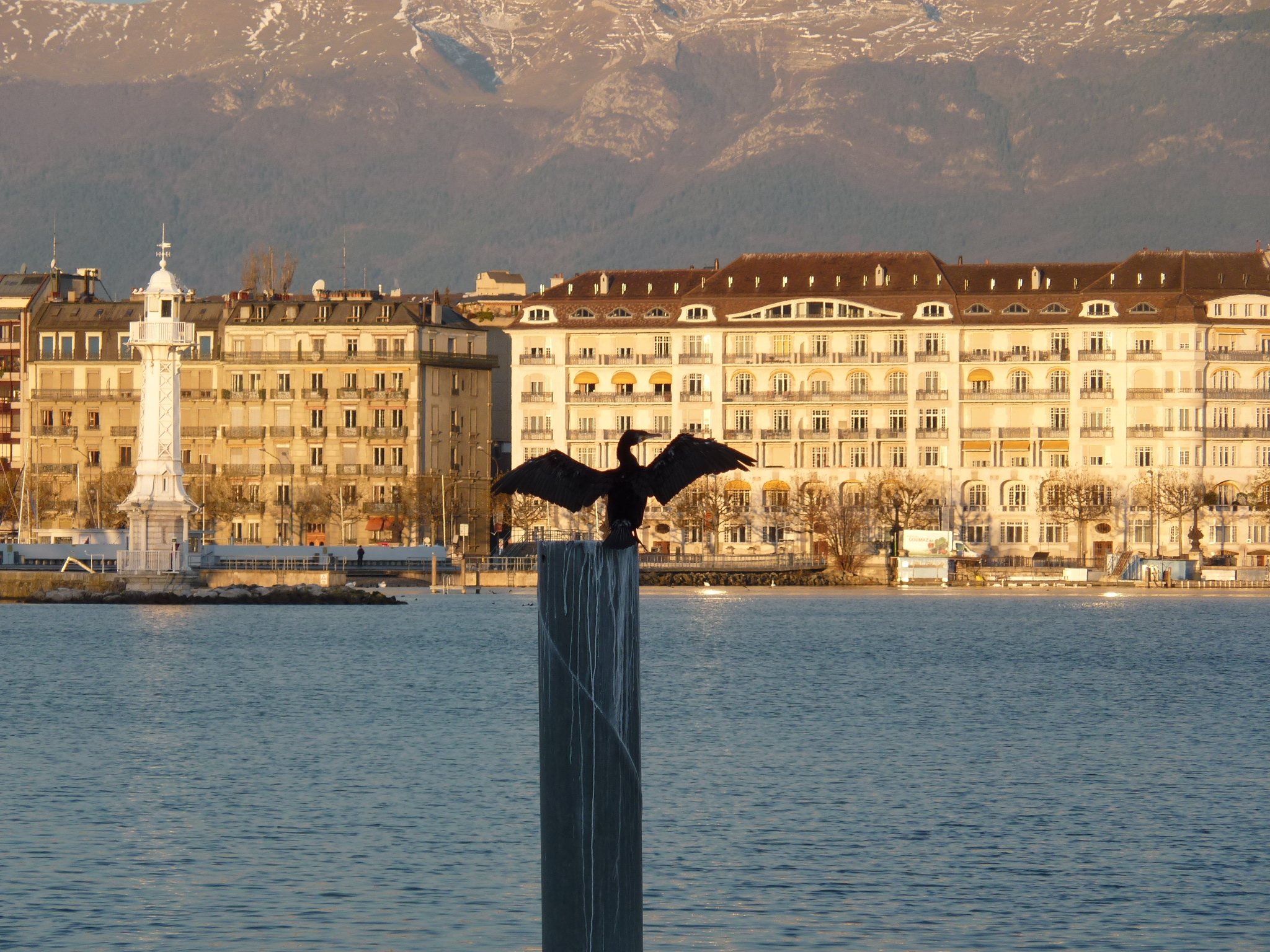
Quai du Mont-Blanc
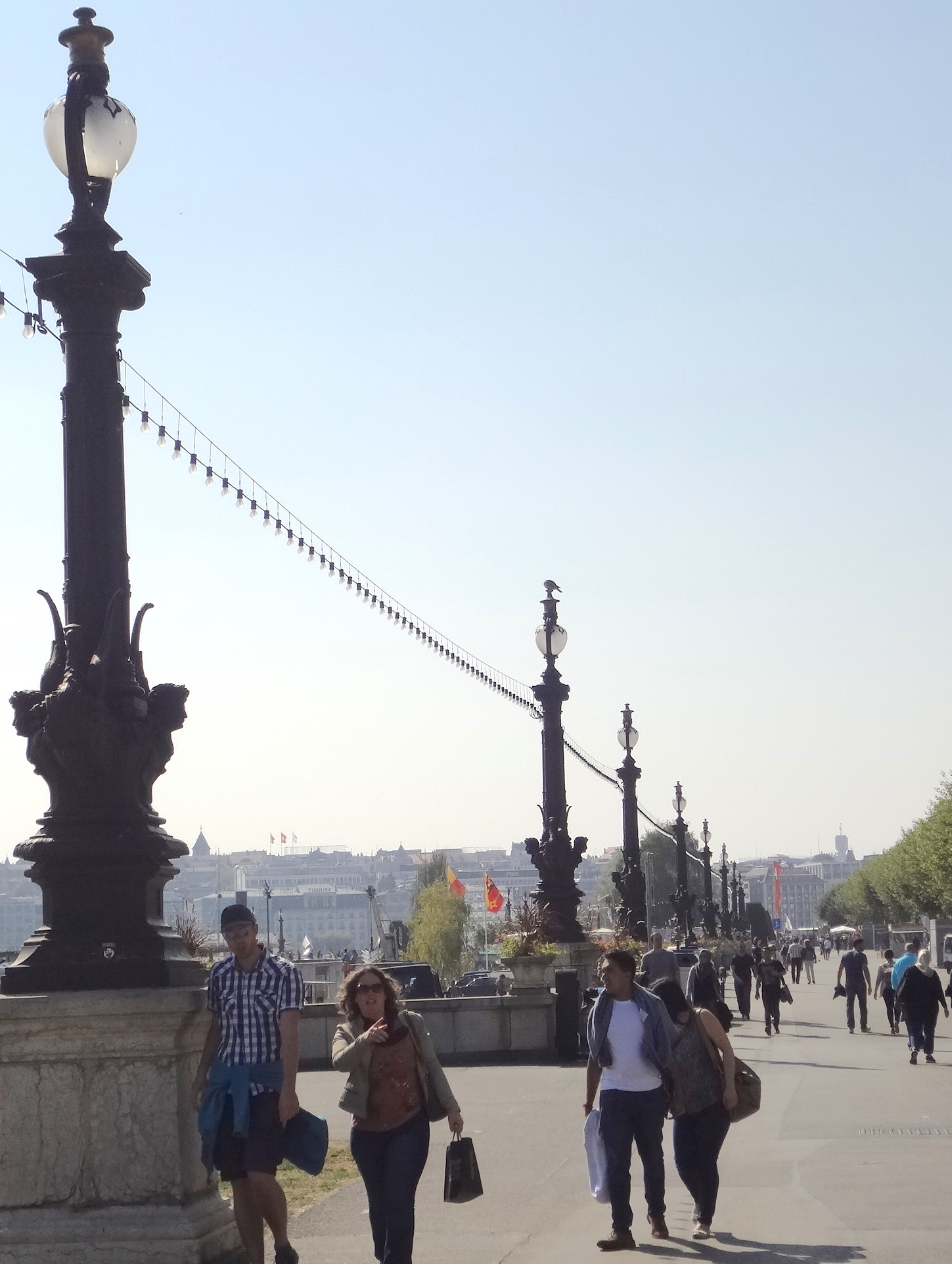
Quai du Mont-Blanc
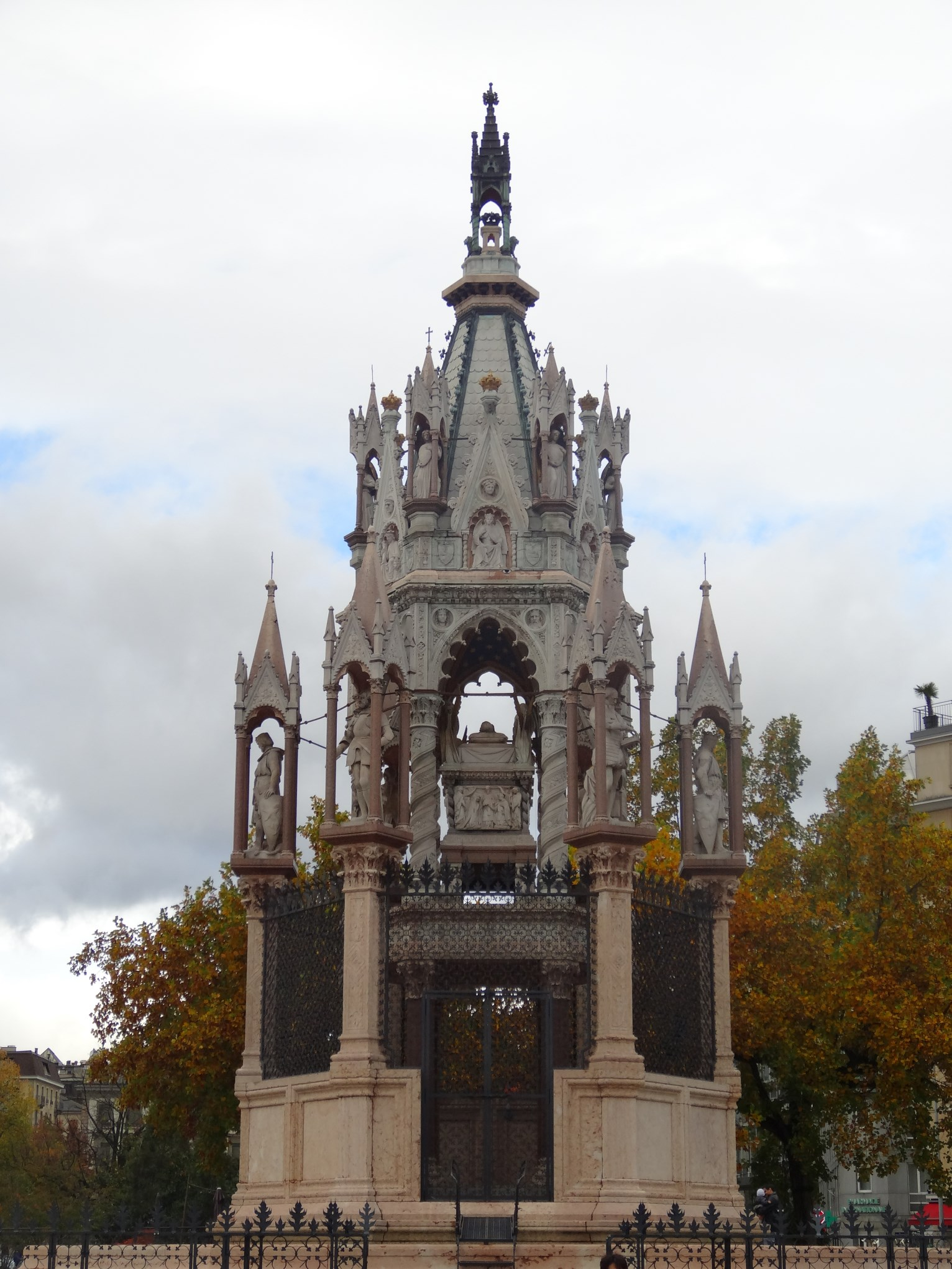
Monument Brunswick
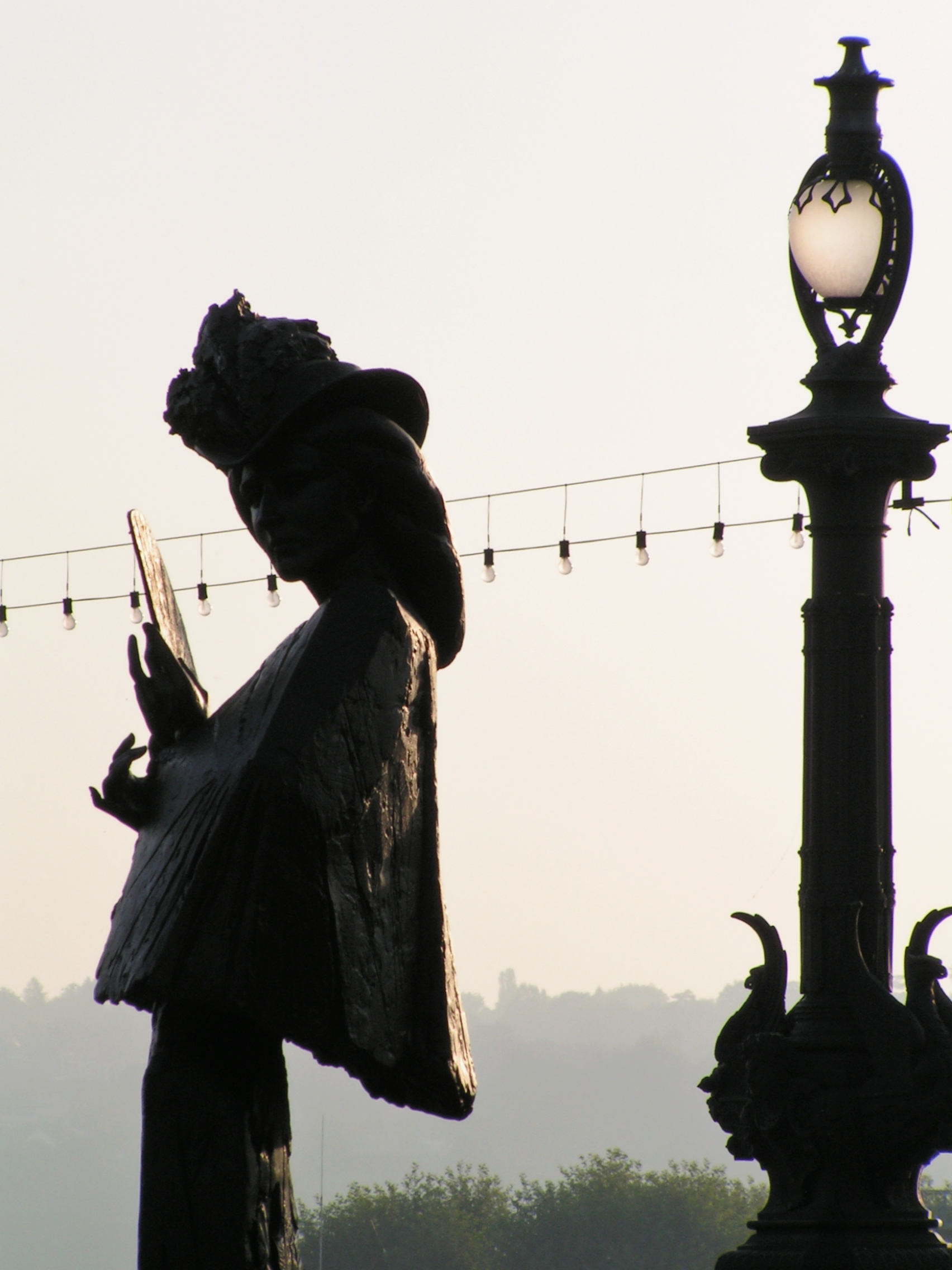
Élisabeth d'Autriche « Sissi »
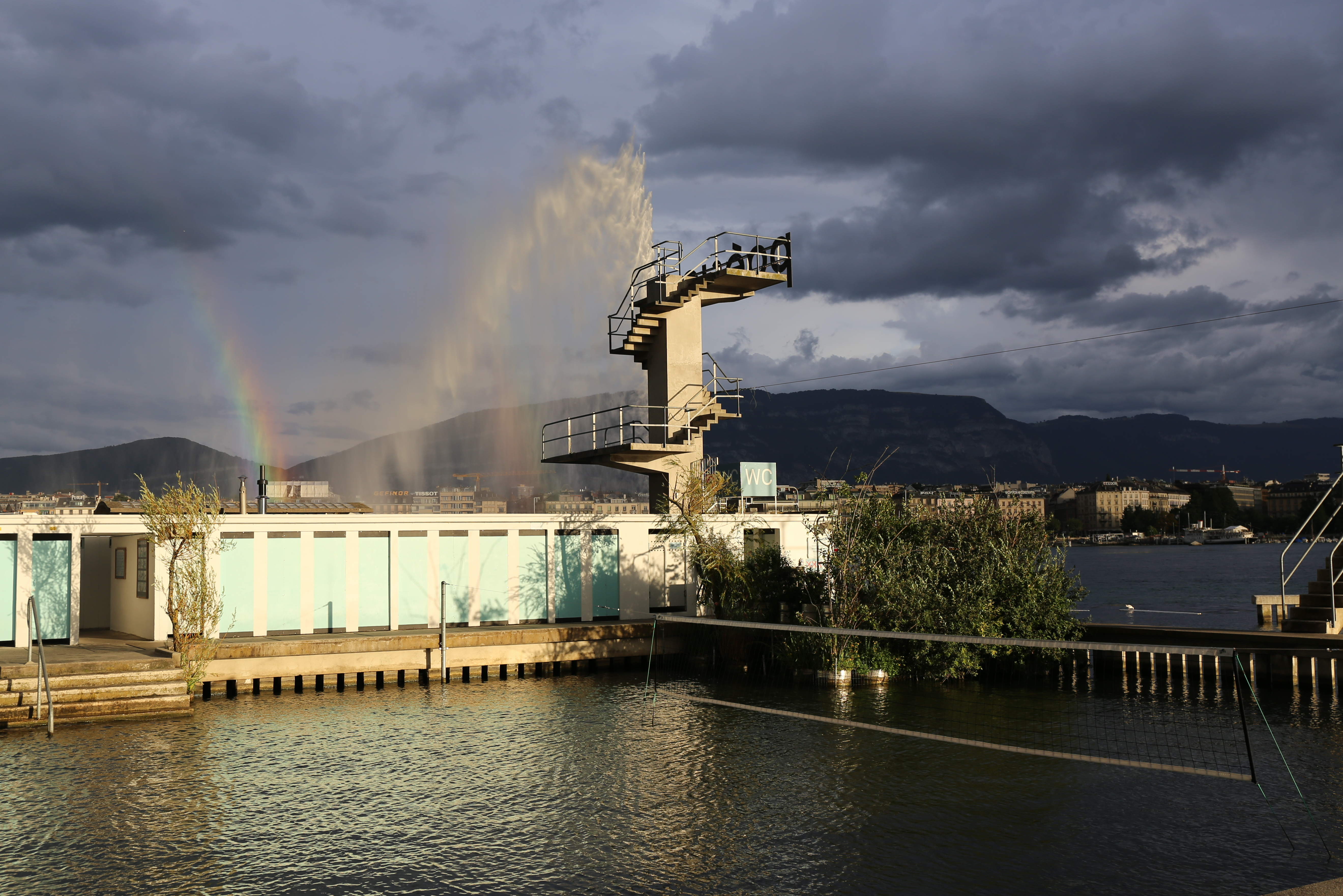
Bains des Pâquis
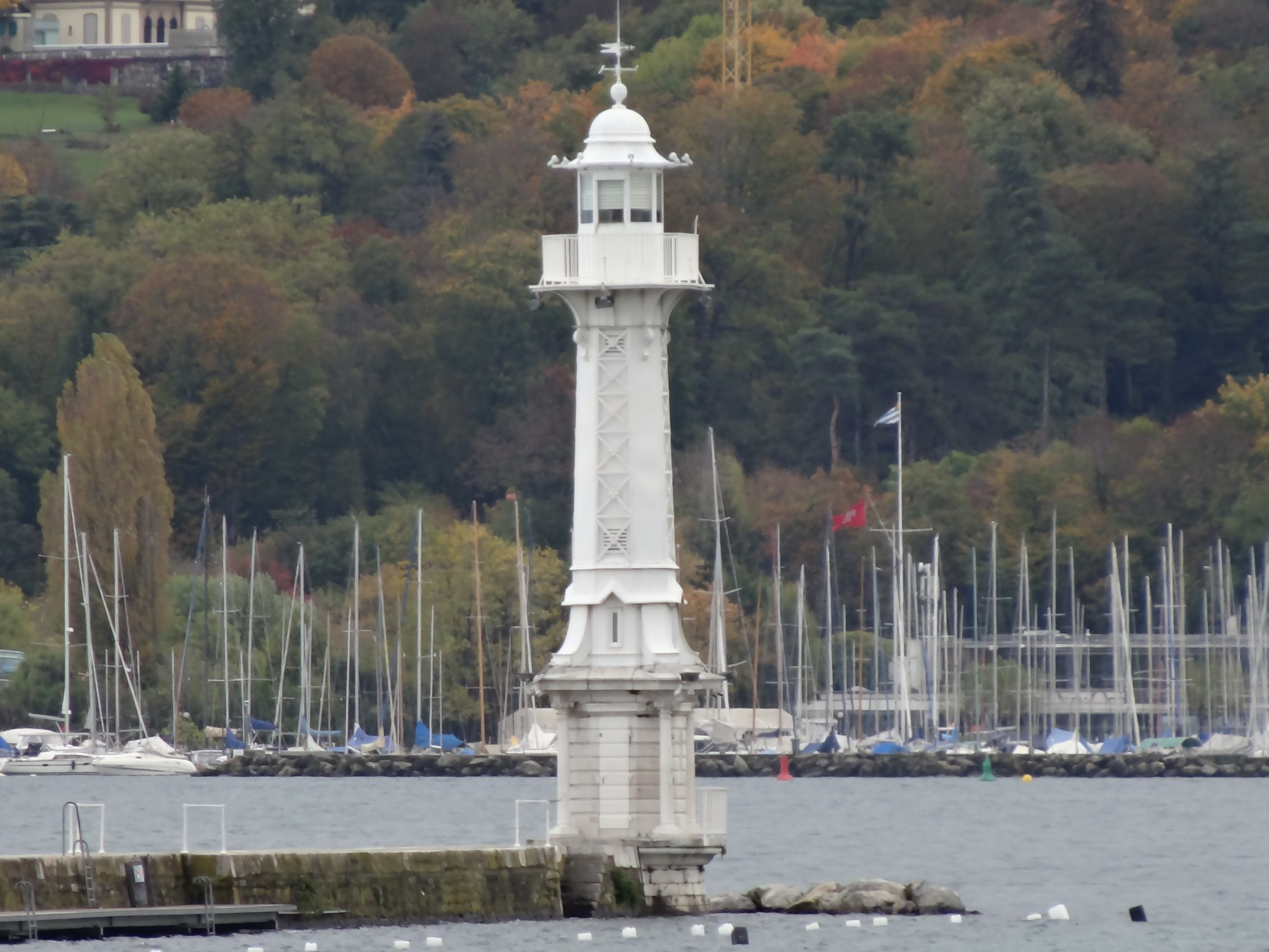
Phare des Pâquis
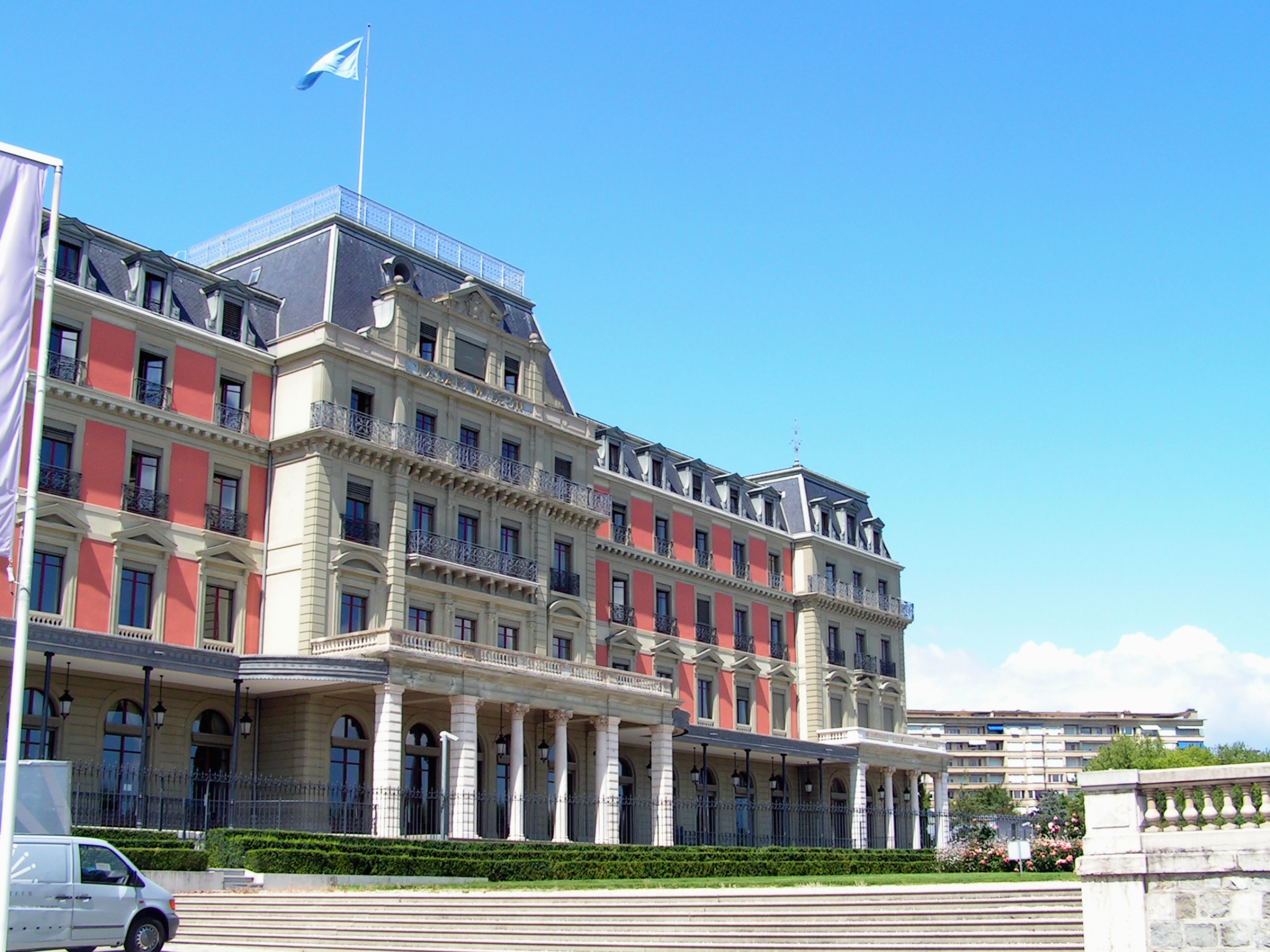
Palais Wilson
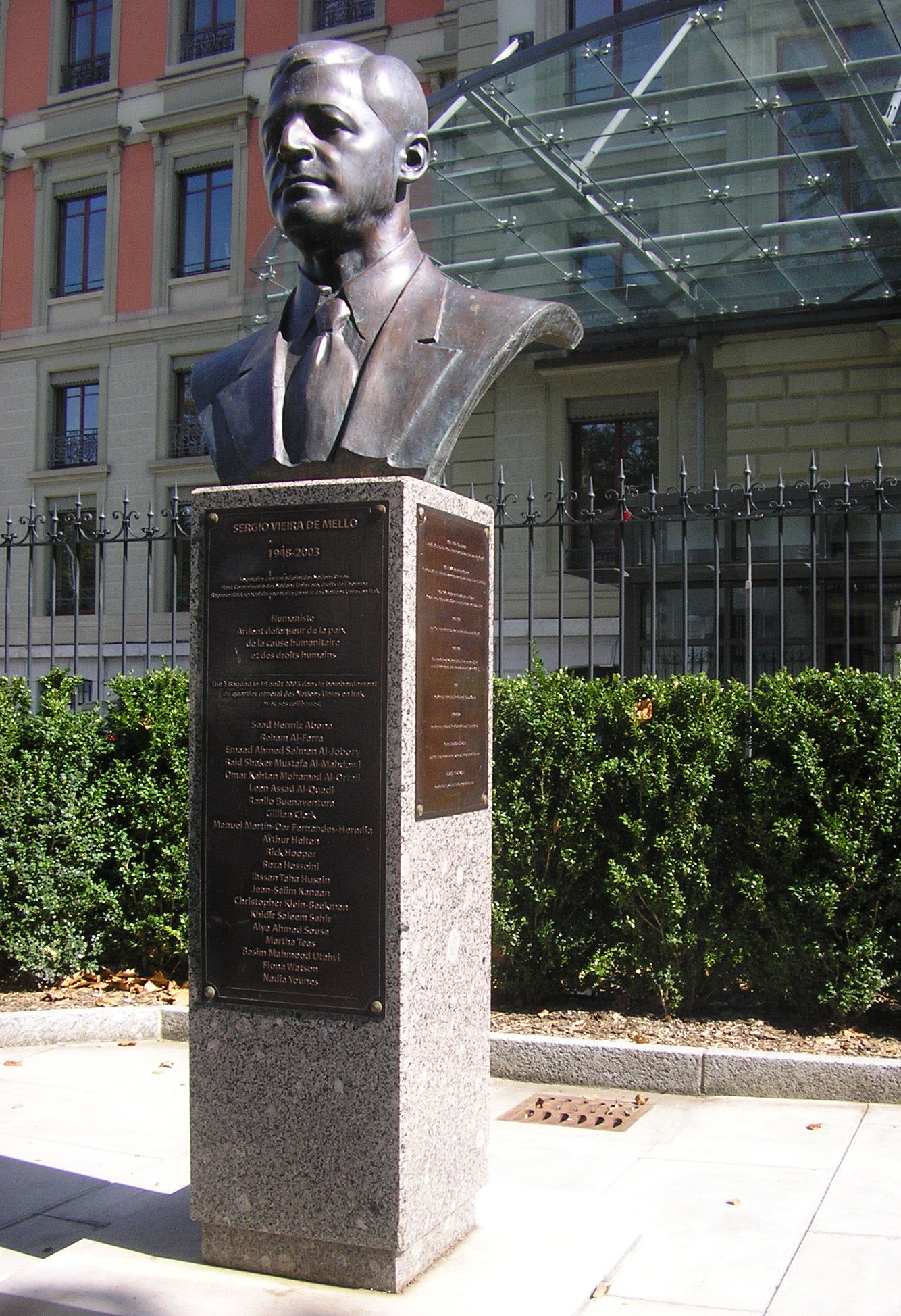
Sérgio Vieira de Mello
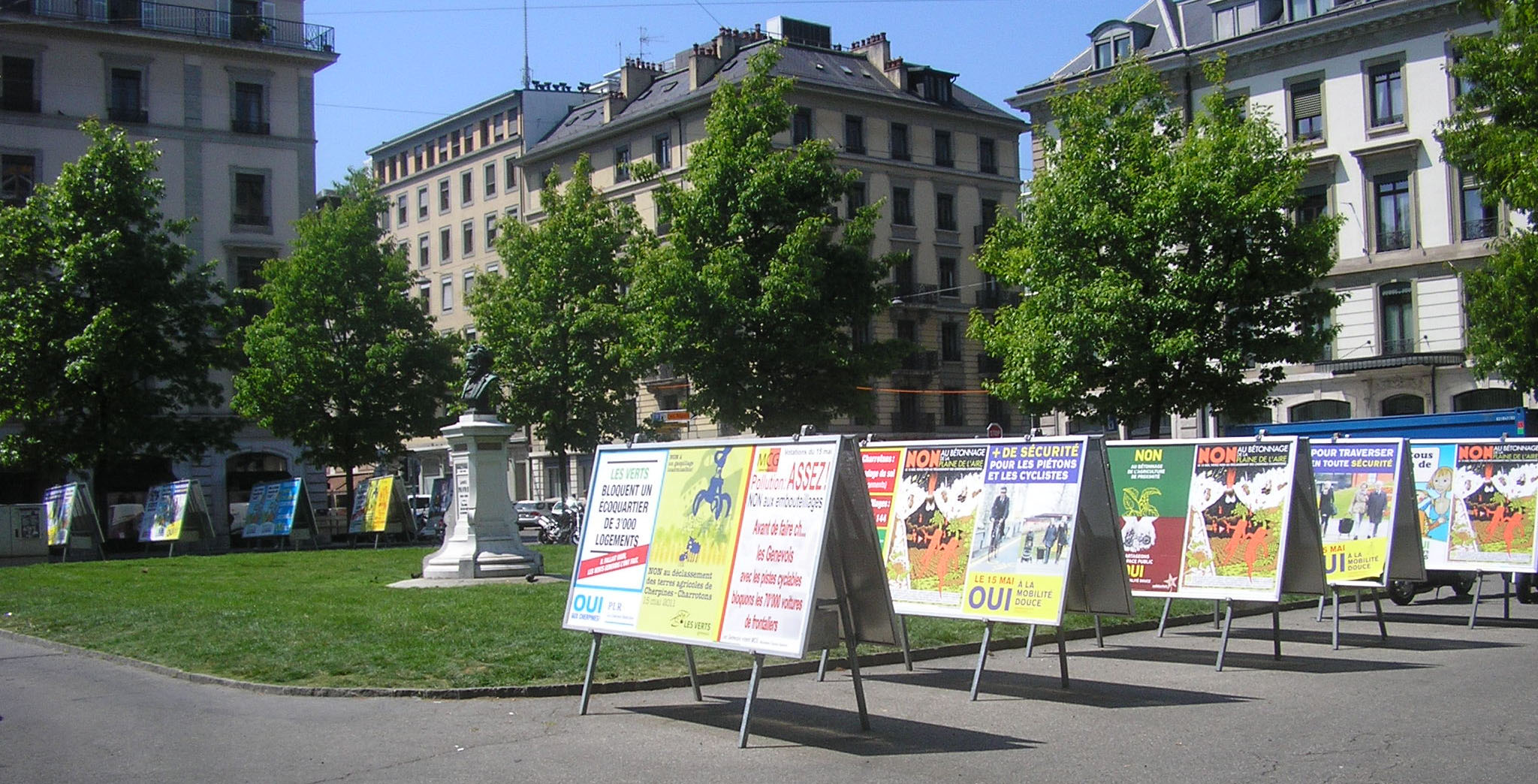
Place des Alpes